# St. Corona am Schöpfl

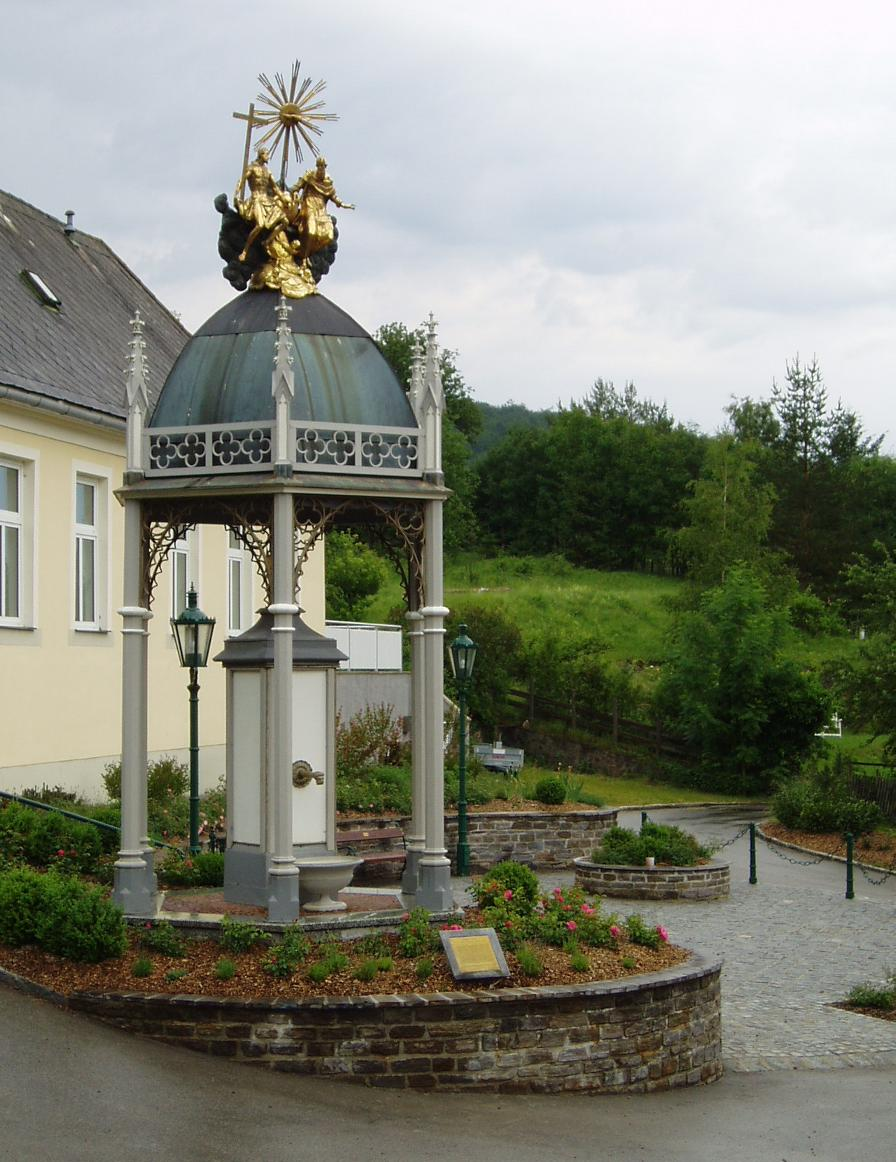
Der Heilbrunnen in St. Corona

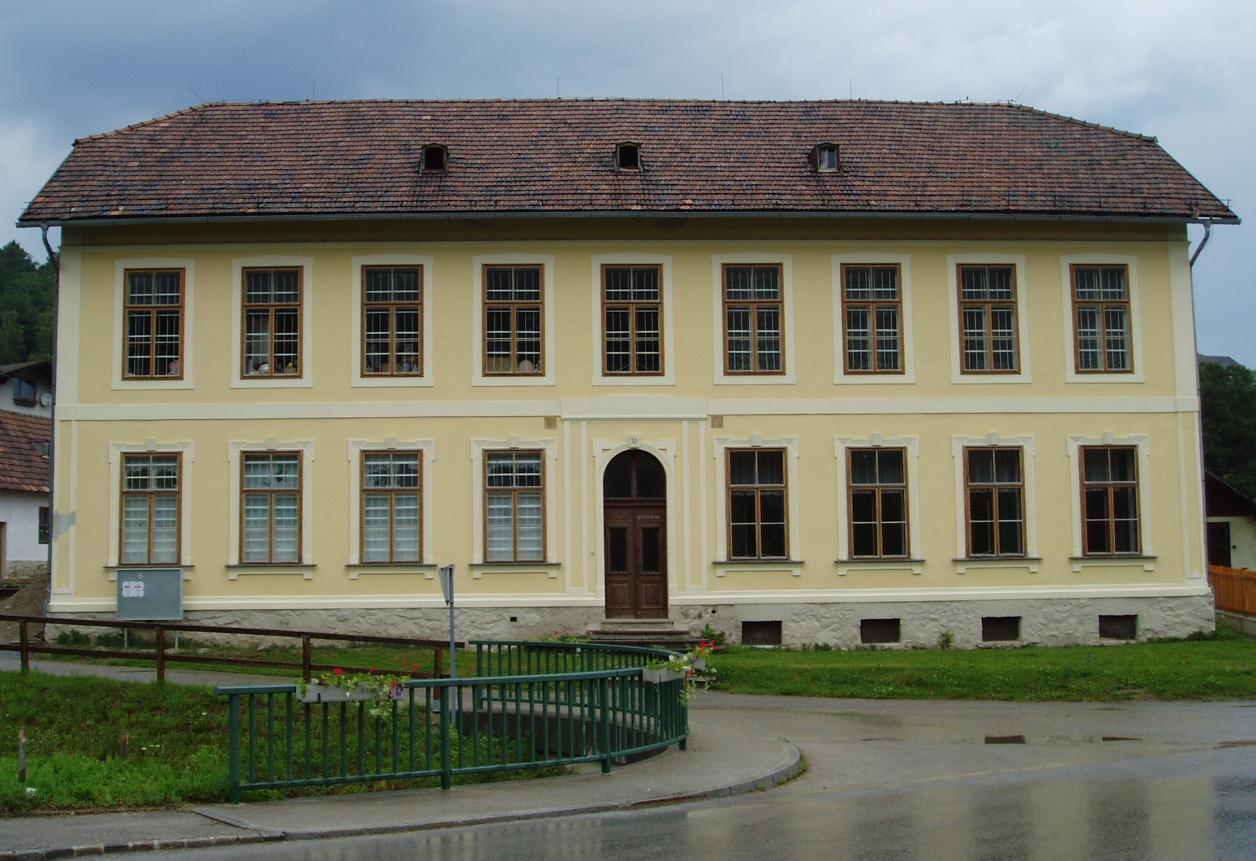
Die alte Schule von St. Corona

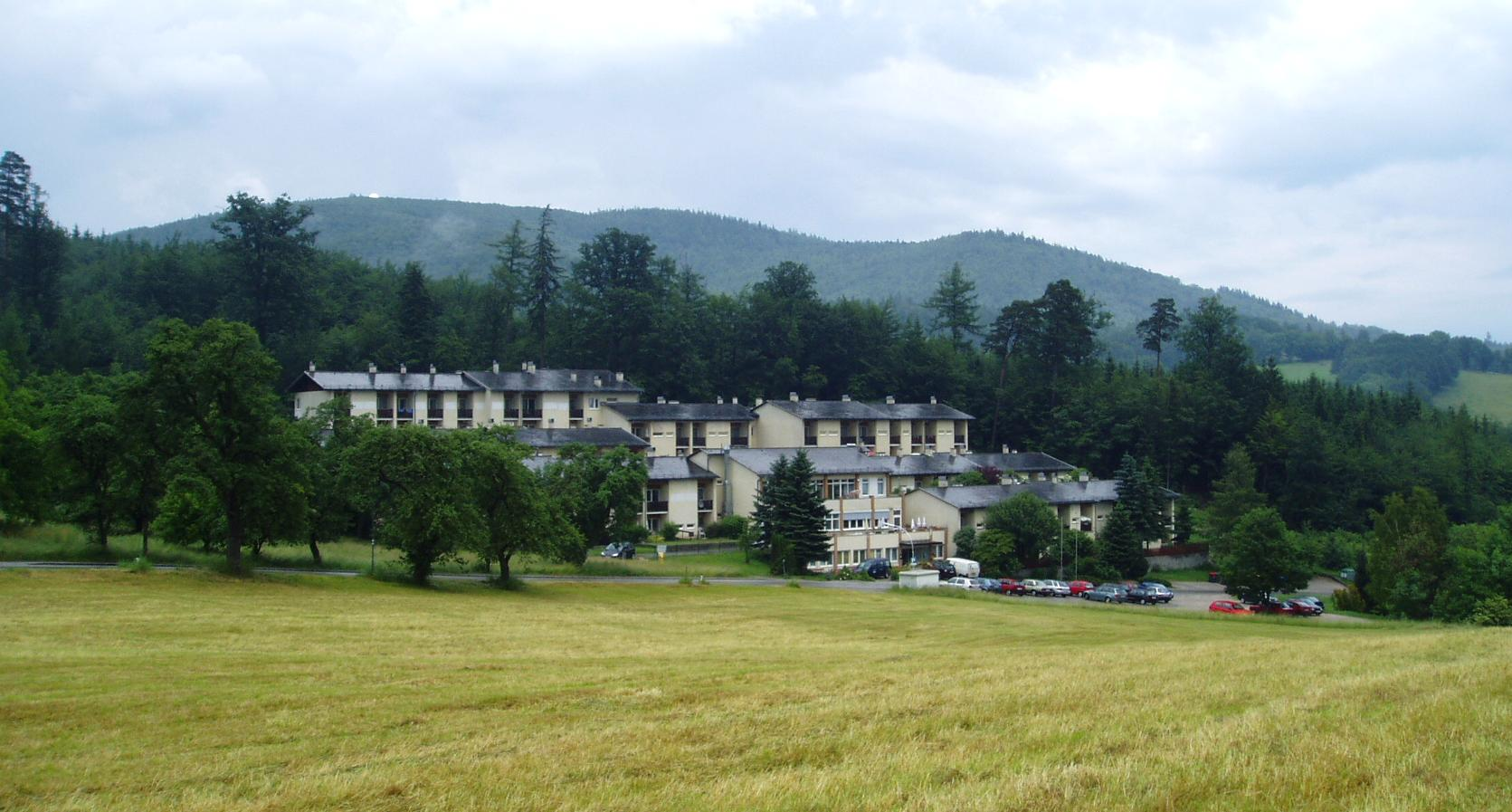
Seniorenheim am Schöpfl

St. Corona am Schöpfl (früher auch Heiligenbrunn) ist eine Ortschaft in der Gemeinde Altenmarkt an der Triesting, sie liegt zwischen Altenmarkt-Kleinmariazell und Klausen-Leopoldsdorf am Berg Schöpfl im Wienerwald. Nach dem Ort ist die entsprechende Katastralgemeinde St. Corona benannt. Der Ort liegt auf einer Seehöhe von 580 Meter und hat 331 Einwohner (1. Jänner 2024).

## Geschichte
- Jungsteinzeit, Bronzezeit – In St. Corona am Miesenberg wurde ein Teil eines jungsteinzeitlichen Beils, im Wallgraben in Thenneberg ein unterständiges Lappenbeil aus der Bronzezeit (frühe Urnenfelderzeit, 1000–800 v. Chr.), auf dem Vestenberg eine bronzezeitliche Speerspitze gefunden.
- 1000 oder 1200 – Pilger zogen in diese abgelegene, unbewohnte Gegend – Heiligenbrunn genannt –, um durch die wundersamen Kräfte des dortigen Heiligen Brunnens Linderung und Heilung zu erfahren. Alte Krücken und Votivgaben sind noch heute in der Kirche zu sehen.
- 1444 – Die Wallfahrten nahmen zu, eine hölzerne Kapelle wurde am Ort der Quelle errichtet – vom Passauer Bischof der heiligen Corona geweiht – St.Corona wurde geboren.
- 1529 – Die Türken brannten die Kapelle nieder.
- 1683 – Die Legende berichtet, dass ein Mönch des nahen Klosters Mariazell eine Monstranz in den Brunnen warf, um sie vor den Türken zu retten, woraufhin die Pferde der Verfolger erstarrten und in die Knie gingen. Die Hostie war noch nach 60 Jahren unversehrt. Eine alte Holzschnitzerei in der Kirche zeigt diese Szene.
- 1694 – Der bis dahin noch immer unbewohnte, in kaiserlichem Besitz stehende Bannwald wird mit Holzhauerfamilien aus den Alpenländern der Habsburgermonarchie besiedelt.
- 1722 – Die jetzige Pfarr- und Wallfahrtskirche wird vollendet und ebenfalls der Heiligen Corona geweiht. Die Mutterpfarre ist das Benediktinerstift Mariazell in Österreich (Kleinmariazell) und ab 1782 – im Zuge der josephinischen Reformen – das Kloster Melk.
- 1877 – Der heilige Brunnen erhält sein heutiges Erscheinungsbild.
- 1945 – Der Ort und der Berg Schöpfl wird in der Schlussphase des Zweiten Weltkriegs heftig umkämpft. Siehe auch Geschichte Allands.
- 1969 – Das Leopold-Figl-Observatorium wird als Außenstelle der Universitätssternwarte Wien auf dem Mitterschöpfl bei St. Corona eröffnet.
- 1972 – Das Dorf St. Corona wird nach Altenmarkt eingemeindet.
- 1996 – Die prächtige Brunnenfassung wird renoviert.

Siehe auch Geschichte des Wienerwalds.

## Schule
Um 1900 entstand eine Schule, die 1916 110 Schüler der Gegend unterrichtete. 1927 wurde das Gebäude aufgestockt und 1971, im Zuge der Gemeindezusammenlegung, der Betrieb eingestellt. Heute fahren die Kinder nach Altenmarkt, Weissenbach oder Klausen-Leopoldsdorf zum Unterricht. Die alte Schule wird jetzt als Proberaum für Musiker und als Tischlerwerkstätte genutzt.

## Persönlichkeiten
- Ferdinand Marian (1859–1942), eigentlich Ferdinand Haschkowetz, Opernsänger, Gesangspädagoge und Theaterregisseur

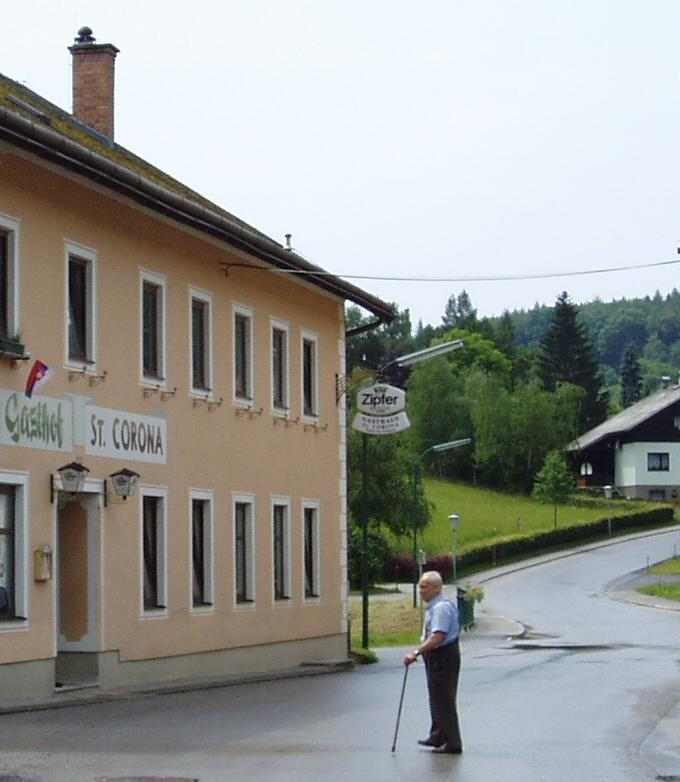
Gasthof St. Corona mit Brücke
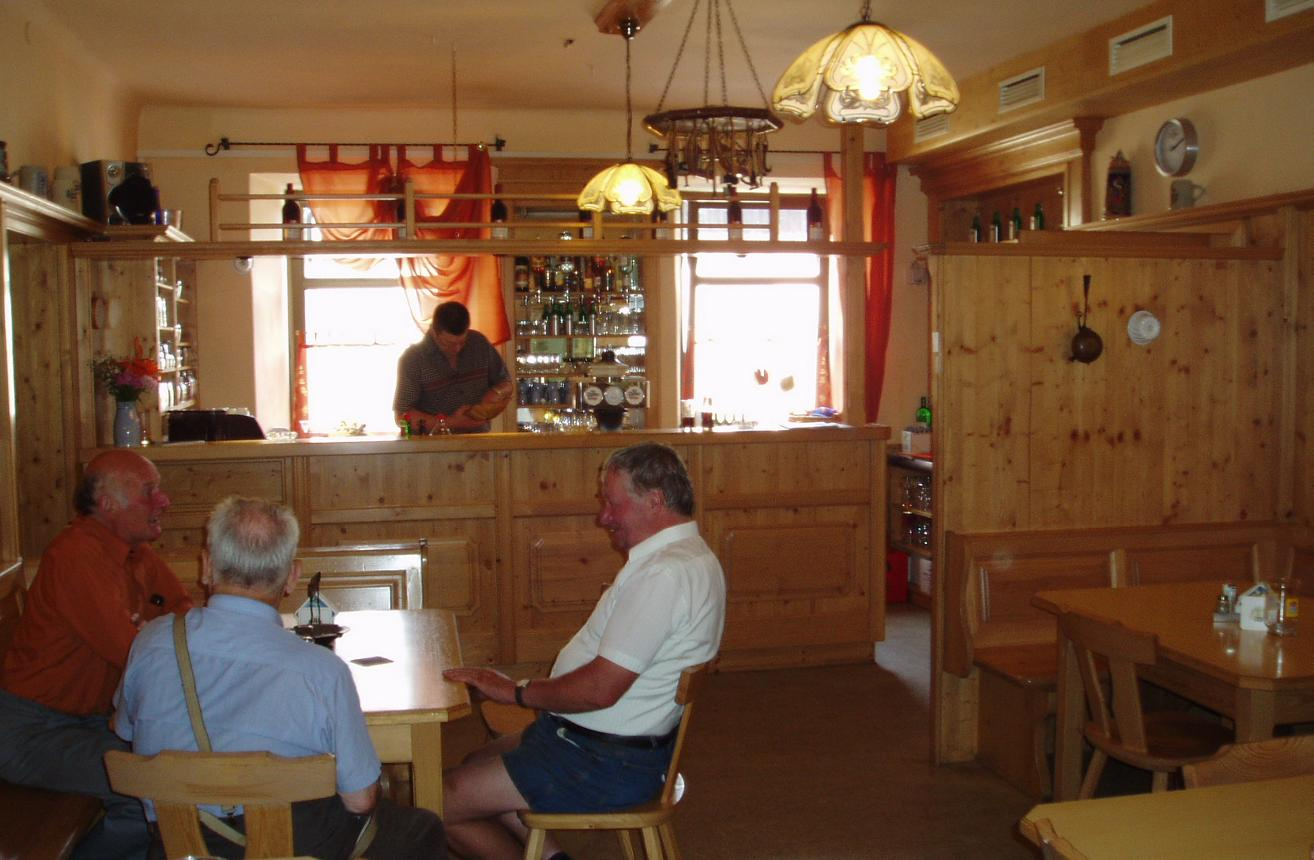
Traditioneller Dorf-Gasthof
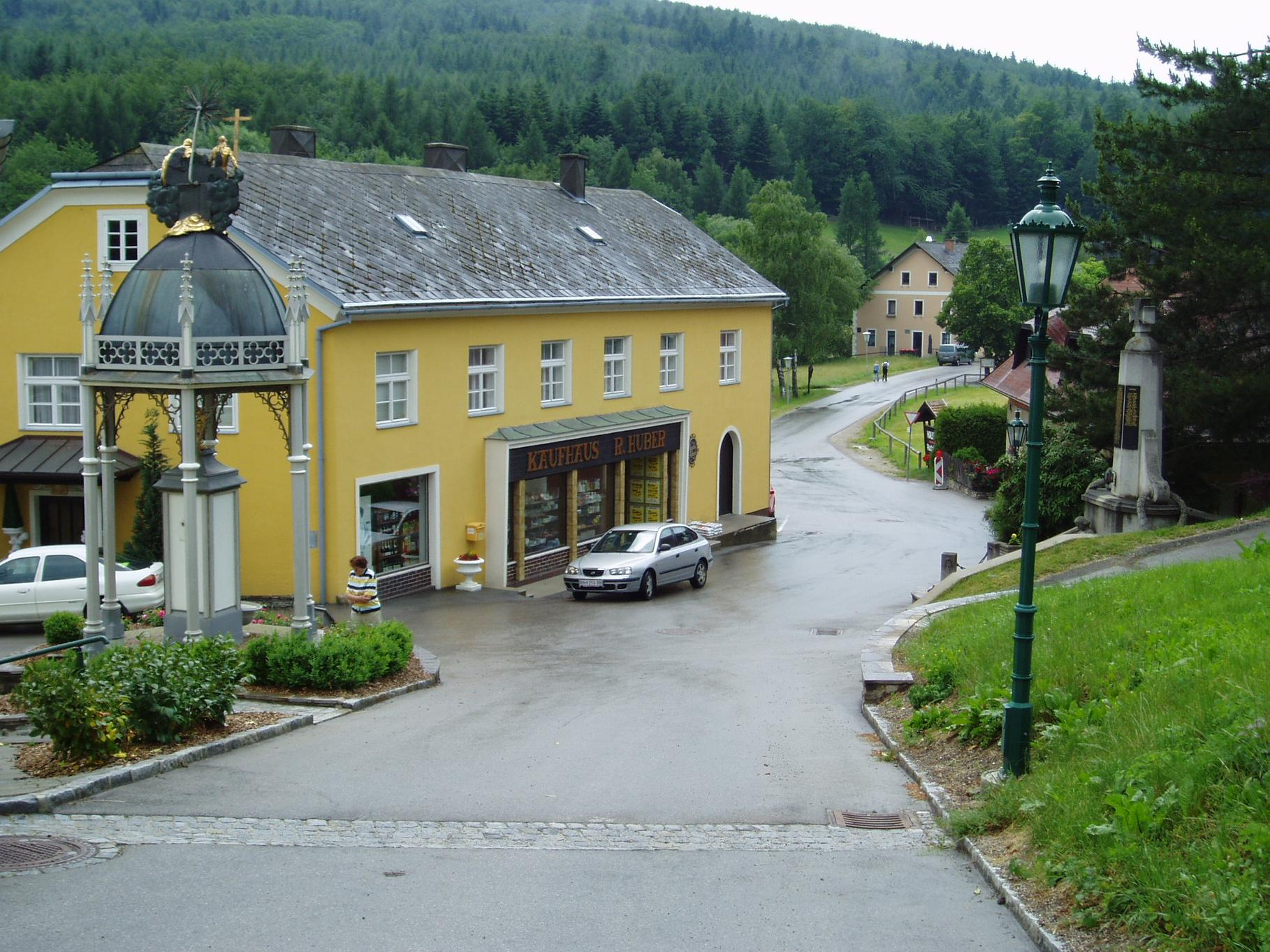
Das Zentrum; Von links: Heilbrunnen, Kaufhaus, hinten der Gasthof, Kriegerdenkmal, Weg zur Kirche
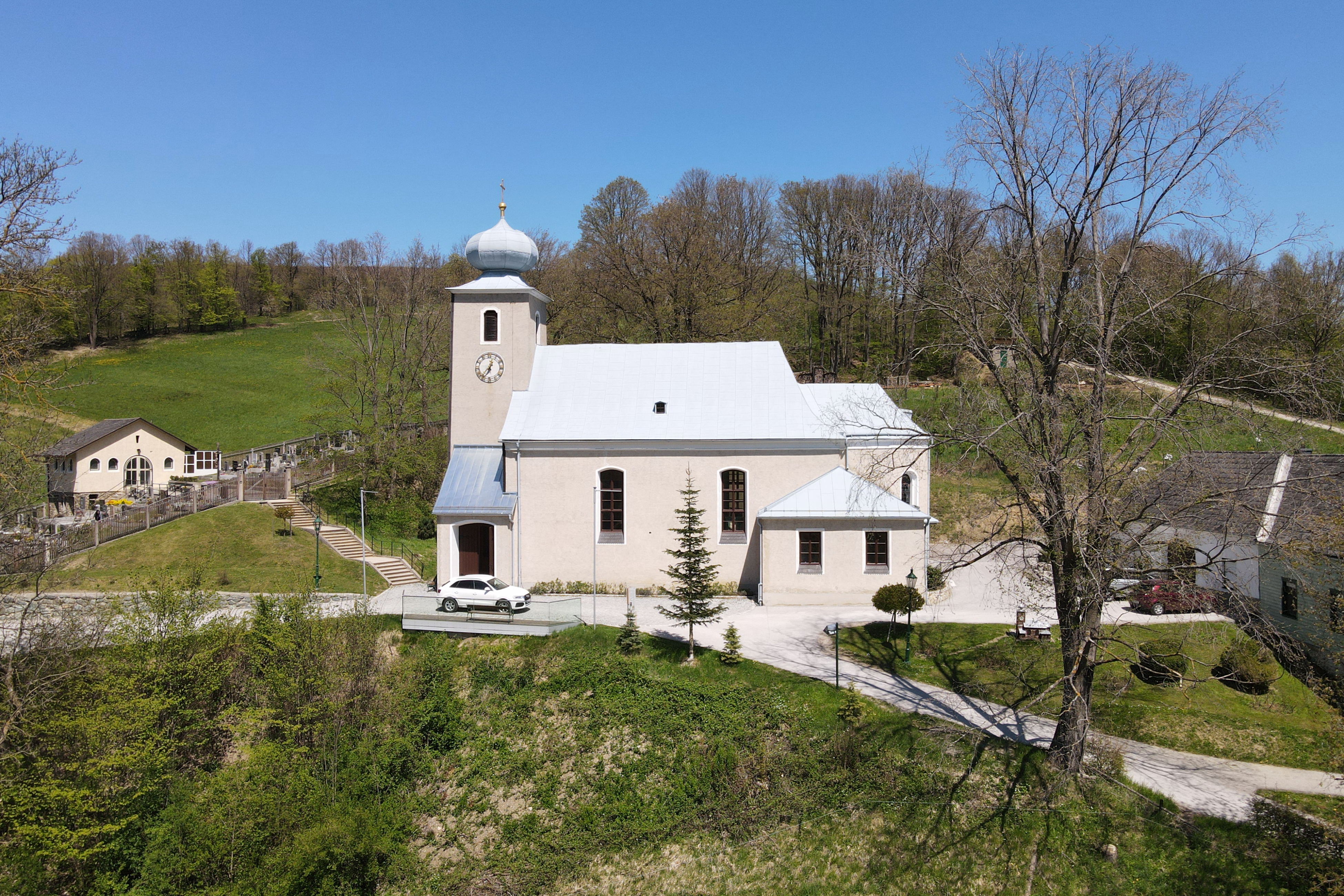
Pfarr- und Wallfahrtskirche St. Corona